# 仲人

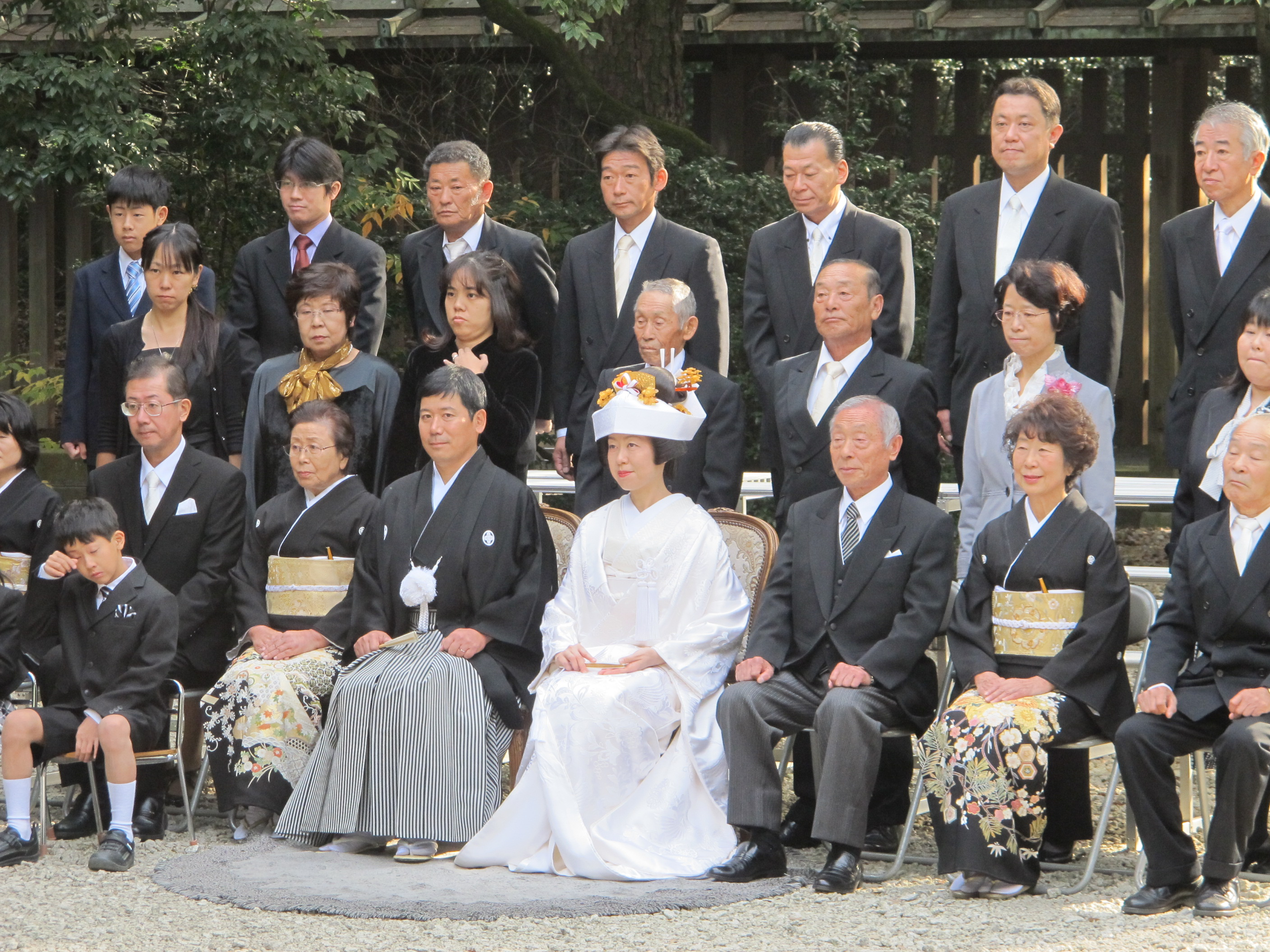
新郎新婦の両脇に座る仲人

仲人（なこうど）は、日本において、人同士の間に入り、人間関係を仲立ちする役割の人。媒酌人、月下氷人とも。特に男女の間で結婚の仲立ちをする人を指すことが多い。江戸時代では、相手探し・見合いの段取り・結婚までを世話し、依頼した人の持参金の一割を礼金として受け取っていた。

## 仲人の役割
仲人は「月下氷人」とも呼ばれる（縁結びの神“月下老”と“氷上人”を組み合わせた造語）。かつては「仲人は親も同然」という格言があるほど、仲人の影響力は強いものであったが、人間関係や時代背景の変化とともに仲人を設定する結婚式は減少傾向にあり、さらに平成不況による職場環境の激変（終身雇用体制の崩壊）を背景に1990年代後半を境として激減し、仲人を立てる結婚式は首都圏では1%だけとなり、最も多い九州地方でも10.8%に過ぎなくなった（ゼクシィ調査 2004年9月13日発表）。また仲人を立てる場合であっても形だけの仲人を設定するケースが大半である。形だけとは言え、婚約・結納・結婚式（結婚披露宴）などの重要イベントでは臨席と挨拶が求められるので、伝統的なしきたりについて相応の知識を仕入れておくのが一般的である。また婚姻届においては証人となることもある。
明治時代には仲人のいない結婚は卑しい野合であると見なされ、婚姻においてもっとも必要なものは媒酌人であり、仲人はその結婚の正しさを示すうえで不可欠とされた。森有礼は「媒（なかだち）を用いて婚する者を夫婦と称し、その婦を妻と称し、媒を用いずして婚する者を妾と名づく」と記している。
明治の中頃になると、各家庭でと新郎新婦が向かい合って三三九度、親子・親族盃と続く盃事のセレモニーを行なう婚礼が一般的となり、媒酌人は三々九度の周旋をした。1902年に行われた民間人初の神前結婚式では媒酌人による誓文の朗読ののち盃事の儀式が行われた。披露宴においては、媒酌人が両人の紹介と後援を乞う挨拶を行なった。

## 仲人と媒酌人

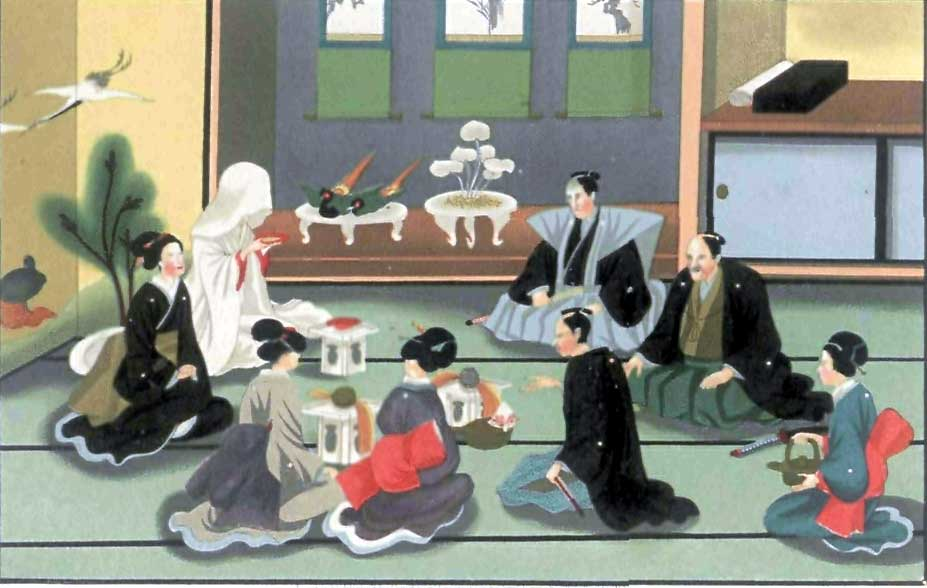
江戸時代の媒酌人（仲人）

戦後の一般的な区別では、実質的な紹介や仲介をする人を「仲人」、結婚式の際に立てる人を「媒酌人」ということが多いが、歴史的にはその逆もあり、仲人、媒酌人に明確な定義の違いはない。「仲人」という言い方は大正時代から普及した語で、戦前までは明治からある「媒酌人」という語のほうがより一般的だった。なお、仲人を立てる結婚形式は江戸時代では武士階級のみの慣行で、江戸中期には庶民の一部で仲人結婚こそが正式であるとする社会規範が広まりはじめたが、庶民の間で全国的に広まるのは明治10年ごろからである。

## 仲人に選ばれる人

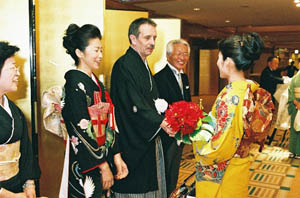
新夫婦の両脇に立つ仲人。女性の仲人は既婚女性の和服の正装（5つ紋黒留袖）、男性は洋装の例

既婚の男女で、家庭生活がうまく行っている夫婦が選ばれる。その他に、社会的に信用があること、当事者より年長である程度離れていること、健康であり、仕事が忙しすぎない人物であることなどがあげられる。主に、学校や職場の先輩、恩師、地域の実力者、親戚など、結婚する男女と多少なりとも関係のある人物に依頼する場合と、全く関係のない「プロ」の仲人に依頼する場合がある。
仲人の仕事は多岐にわたるうえに、本人同士だけでなく家同士もまとめなければならず誰にでもできるというものではない。仲人をすることは名誉であり、昭和時代には「三度仲人をやって一人前」「仲人をするのは社会人の義務」などと言われた。
仲人の事を「コンシェルジュ」と称する結婚相談所が近年増えているが、世話役だけでは結婚まで仲立ちできないため誤った表現である。

## 仲人の種類
- 食卓仲人 - 婚礼の席にだけ関与
- 正式仲人 - 結納など正式な婚礼儀式から関与
- 本式仲人 - 紹介から結婚まで全行程に関与
- 下媒人 - 紹介など縁組の下ごしらえのみ関与
- 頼まれ仲人 - 婚約が決まった段階で登場。社会的地位、財産がある人や会社の上司などが多い。
- 世話好き仲人 - 「仲人おばさん」 と呼ばれるタイプで、自ら買って出て縁組を世話する
- 商売的な仲人 - 結婚相談所、斡旋所など
- 橋渡 - 相手側に婚意を伝え、見合いまで関与